# Aphelandra huilensis
Aphelandra huilensis är en akantusväxtart som beskrevs av Emery Clarence Leonard. Aphelandra huilensis ingår i släktet Aphelandra och familjen akantusväxter. Inga underarter finns listade i Catalogue of Life.